# Musikjahr 1515
Liste der Musikjahre

◄◄ | ◄ | 1511 | 1512 | 1513 | 1514 | Musikjahr 1515 | 1516 | 1517 | 1518 | 1519 | ► | ►►

Weitere Ereignisse
Dieser Artikel behandelt das Musikjahr 1515.

## Ereignisse
- Jakob Arcadelt bekommt ab dem Jahr 1515 seinen ersten Unterricht bei Alexandre de Clèves, der in Namur magister parvorum („Lehrer der Kleinen“) an der Kollegiatkirche St.-Pierre-au-Château ist.

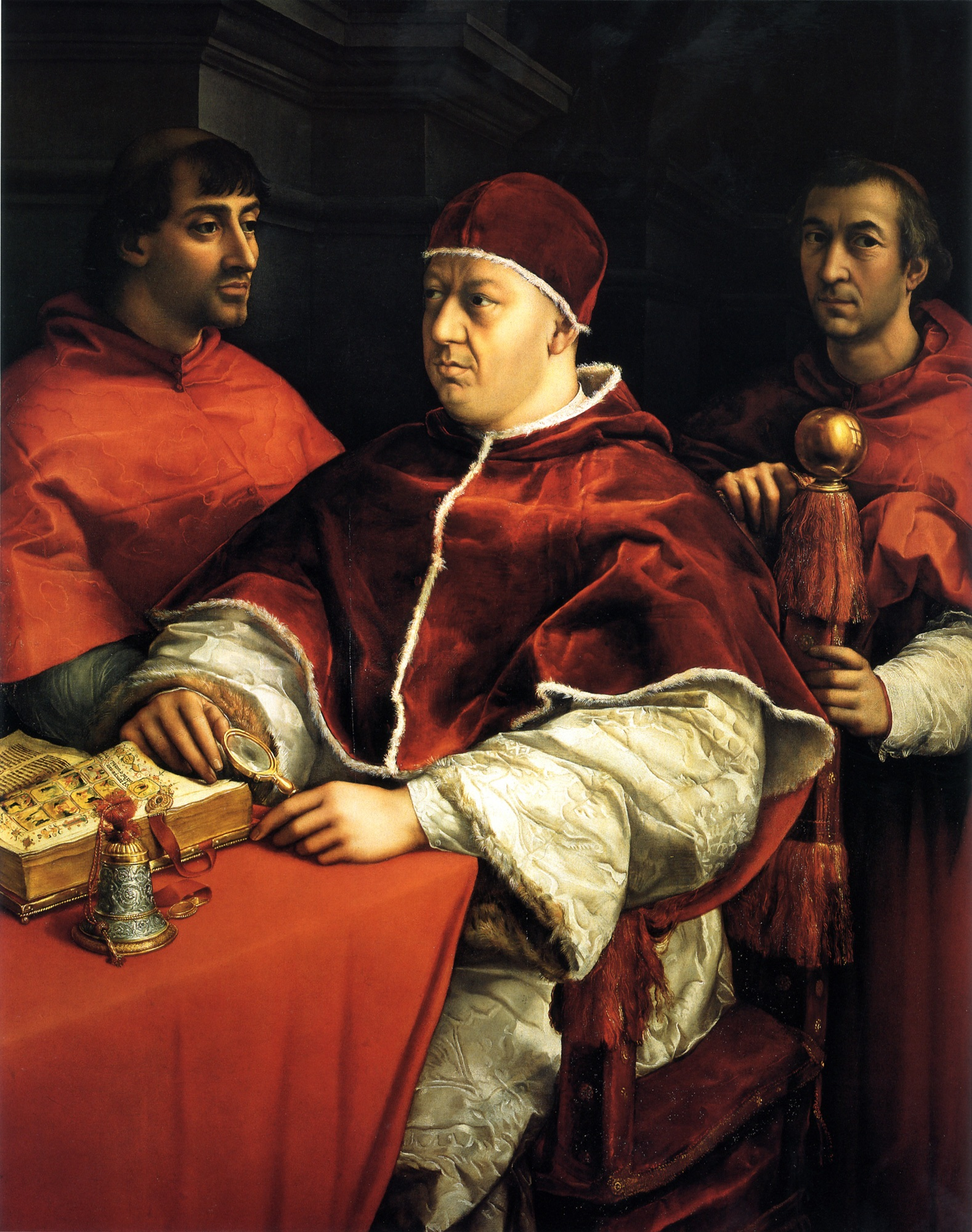
Gemälde Leos X., um 1518–1519

- Bonifacius Amerbach, der zunächst an der Artistenfakultät der Universität Basel studiert und dort Musiktheorie gehört hatte, setzt seit 1513 seine Studien an der Universität Freiburg im Breisgau fort, wo er sich der Rechtswissenschaft zuwendet. Hier steht er in freundschaftlicher Verbindung zu Sixt Dietrich und dem Organisten Hans Weck.
- Hans Buchner ist Domorganist am Münster zu Unserer Lieben Frau in Konstanz. Das Domkapitel des Konstanzer Münsters beschließt etwa im Jahr 1515 den Bau einer neuen Orgel, und Buchner wird zu Verhandlungen mit dem Orgelbauer Hans Schentzer in Straßburg beauftragt. Er wirkt bei der Auftragsvergabe und beim Bau des Instruments als Berater erheblich mit.
- Vincenzo Capirola, der in Italien tätig ist, hat vermutlich 1515 den Hof des englischen Königs Heinrich VIII. besucht. Einer von Capirolas Schülern beginnt in diesem Jahr in Venedig mit der Verfassung des so genannten „Capirola-Lautenbuches“, das er 1520 vollendet. Es handelt sich um eine reich illustrierte Handschrift, die nicht nur Kompositionen, sondern im Vorwort auch Informationen zur Spieltechnik enthält und damit wichtige Aufschlüsse über das Lautenspiel während der italienischen Renaissance gibt.
- Marco Cara steht seit 1495 und bis 1525 als Lautenvirtuose im Dienst der Familie Gonzaga in Mantua, die zu seiner Zeit Künstler aller Richtungen fördert.
- Carpentras ist Kapellmeister der päpstlichen Kapelle in Rom unter dem Medici-Papst Leo X., der ein begeisterter Gönner der Musik und der Künste ist.

Gemälde Karls V. um 1514/1516

- Nicolas Champion ist Mitglied in der Hofkapelle Karls V. Hier nimmt er einen hohen Rang ein und wird sehr gut bezahlt, wenn er auch nicht den Rang von Pierre de la Rue erreicht. Durch seine guten Kontakte und seine Dienste bei Hof erwirbt er von 1508 bis etwa 1520 eine Reihe von Benefizien in den Städten Brügge, Namur, Lens, Lier, Oostvoorne, Valenciennes, Geervliet und Brielle.
- Josquin Desprez ist seit 1504 Propst an seiner früheren Wirkungsstätte Condé-sur-l’Escaut. Er wird als monsieur le prevost messire Josse des pres bezeichnet. Die Stellung ist für den ehemaligen Kapellmeister nicht nur wegen seines dortigen Haus- und Grundbesitzes attraktiv, sondern noch mehr wegen der guten Personalausstattung der Kirche und der Qualität der dortigen Musikausübung, die nur noch von der Kathedrale in Cambrai und von Saint-Vincent in Soignies übertroffen wird. Der Propst hat hier (nach einer Aufstellung aus dem Jahr 1523) die weltliche Macht im Kirchensprengel inne und ist der Vorgesetzte des Dekans, des Schatzmeisters, von 25 Kanonikern, 18 Kaplänen, 16 Vikaren und sechs Chorknaben, dazu einigen Priestern ohne Pfründe; in den aufwändig gestalteten Gottesdiensten wirkt in der Regel ein Chor aus den Vikaren und Chorknaben mit, so dass bis zu 22 musikgeübte Stimmen zur Verfügung stehen und bis zu sechsstimmige Werke aufgeführt werden können. In dieser Stellung wirkt Josquin Desprez 17 Jahre lang bis zu seinem Lebensende.
- Antonius Divitis ist Sänger in der Hofkapelle des französischen Königs Ludwig XII. (Regierungszeit 1498–1515). Nach dem Tod des Königs am 1. Januar verbleibt Divitis auch unter seinem Nachfolger Franz I. in dieser Stellung.
- Benedictus Ducis, der als Organist in Antwerpen tätig war, ist vermutlich ab 1515 Organist in London.
- Lupus Hellinck, der als Kirchendiener an St. Donatian in Brügge tätig ist, verlässt im Dezember 1515 Brügge, um für das Priesteramt zu studieren.

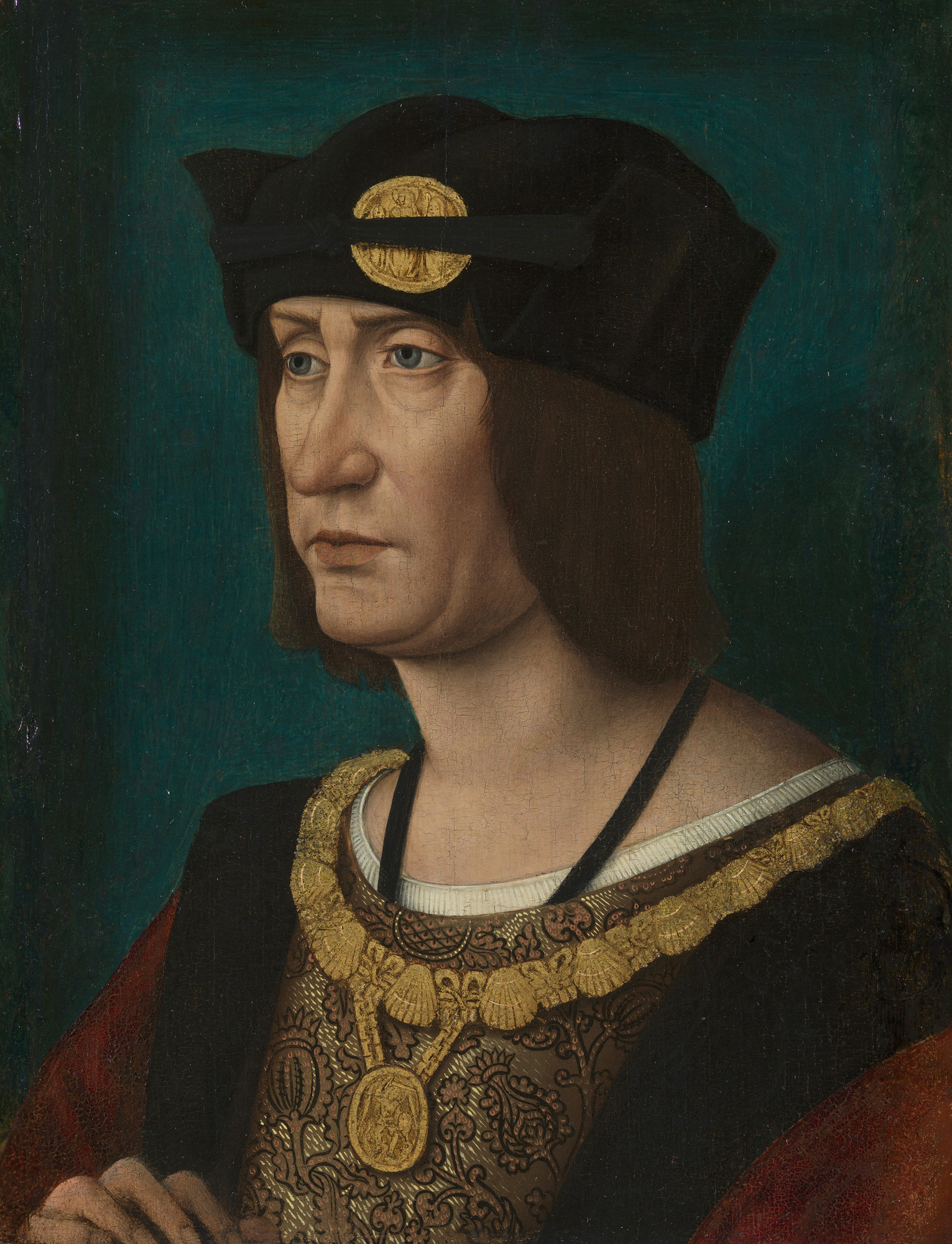
Gemälde Ludwigs XII. von Frankreich um 1514

- Paul Hofhaimer, der unter der Gunst von Kaiser Maximilian I. freischaffend tätig ist, erlebt mit dem Ritterschlag und der Verleihung eines Wappens anlässlich der berühmten Wiener Doppelhochzeit am 22. Juli 1515 im Stephansdom den Höhepunkt seiner Laufbahn.
- Obwohl Heinrich Isaac 1514 noch neuer und gut bezahlter „prepositus Capelle cantus figuralis“ geworden war und obwohl die habsburgische Hofhaltung, nach vorübergehender Aussetzung der Bezüge, ab 27. Januar 1515 deren Weiterzahlung anordnet, gibt es mehrfache Bemühungen der römischen Kurie, offenbar durch Leo X. veranlasst, von Lorenzo de’ Medici dem Jüngeren eine zusätzliche Pension für den in früheren Jahren treuen Diener Heinrich Isaac zu bewirken. Die Bemühungen sind erfolgreich. Papst Leo X. besucht Florenz vom 30. November 1515 bis 19. Februar 1516. Aus diesem Anlass werden in dieser Zeit an San Lorenzo täglich polyphone Messen gesungen, wobei Isaac mit Sicherheit an der musikalischen Ausgestaltung des Besuchs beteiligt ist.
- Clément Janequin vertont mit seinem Chanson La guerre die Schlacht von Marignano, bei der im Jahre 1515 die Schweizer Eidgenossen dem französisch-venetischen Heer unter Franz I. unterliegen. Das Stück ist vor allem durch seine vokale Umsetzung von Schlachtgeräuschen wie Hornsignalen, Angriffsrufen und Waffenlärm bekannt.
- Erasmus Lapicida ist als Sänger und Komponist religiöser Lieder an der Hofkapelle des Pfälzer Kurfürsten Ludwigs V. (Regierungszeit 1508–1544) in Heidelberg tätig bis etwa zum Jahr 1520. Etwa im Jahr 1515 kommt er hier in Kontakt mit dem deutschen Musiktheoretiker Andreas Ornitoparchus, der in Heidelberg Vorlesungen hält.
- Jacotin Le Bel steht wahrscheinlich im Dienst des Kardinals von Aragon.
- Georg Liban, der 1511 in Krakau den akademischen Grad eines Magisters erlangt hat, hält Vorlesungen an der Universität und ist von etwa 1506 bis 1528 an der Schule der Marienkirche als Kantor tätig. Er war hier zunächst Kantor, ist ab 1514 Rektor und unterrichtet lateinische Prosodie, Griechisch und Musik.

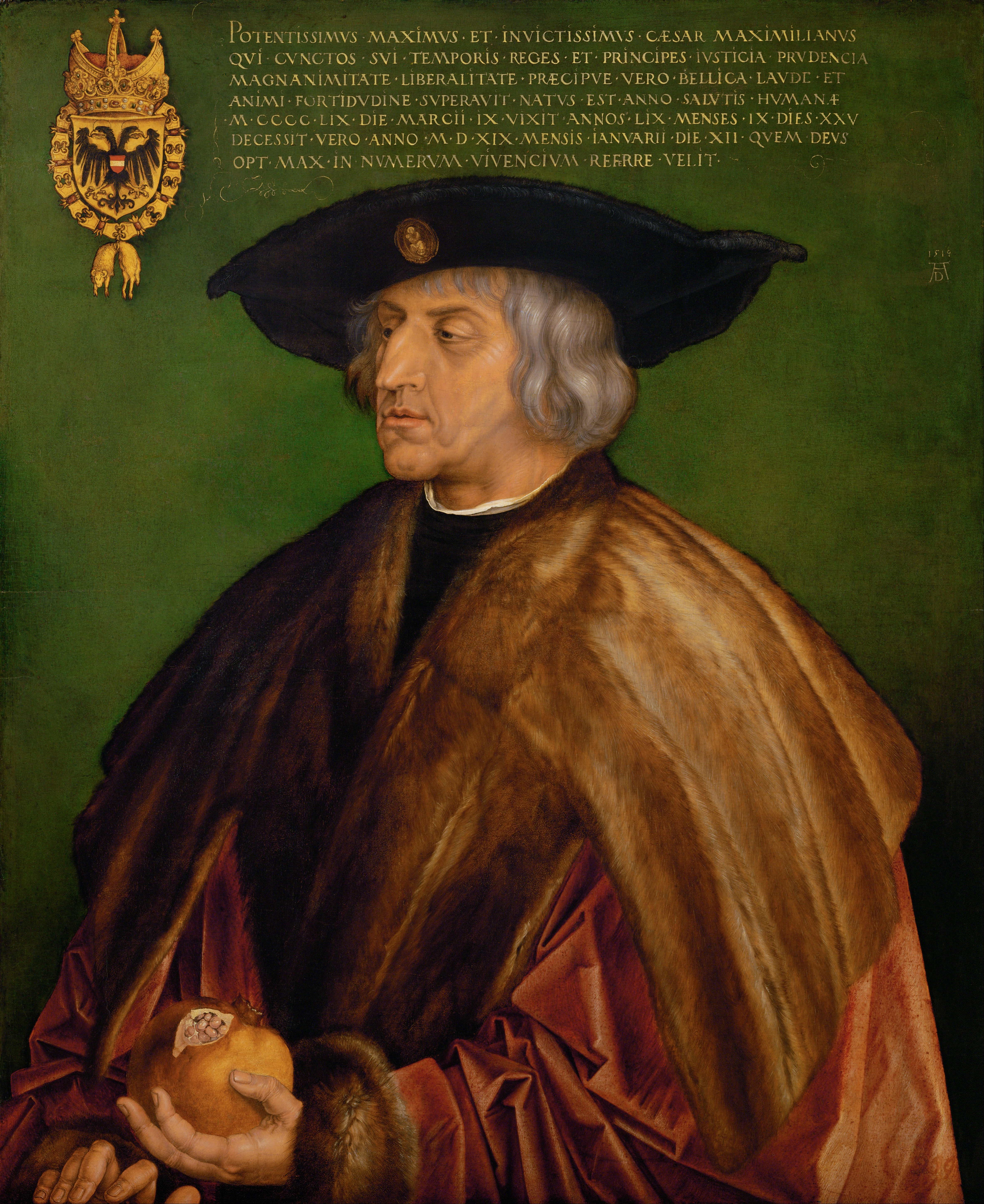
Gemälde Maximilians I., Kaiser des Heiligen Römischen Reiches, um 1519

- Jean l’Héritier ist – nachdem Herzog Alfonso I. d’Este ihn aus seinen Diensten in Ferrara entlassen hat – für Papst Leo X. in Rom tätig.
- Johannes Lupi ist Chorknabe an der Kathedrale Notre-Dame in seiner Heimatstadt Cambrai und erlebt somit eine Ausbildung an einer der bedeutendsten kirchlichen Musikzentren der damaligen Zeit.
- Jean Mouton ist Mitglied der Hofkapelle von König Ludwig XII. von Frankreich (Regierungszeit 1498–1515). Nach dem Tod des Königs am 1. Januar geht die Kapelle auf König Franz I. über. Jean Mouton verbleibt – wie Antonius Divitis – in seiner Stellung in der Hofkapelle. Belegt ist Moutons Teilnahme an den Trauerfeierlichkeiten für Ludwig XII. am 15. Januar 1515. Auch bei seinem neuen Dienstherrn steht der Komponist nach kurzer Zeit in besonderer Gunst. Er reist von September/Oktober bis Dezember 1515 im Gefolge des Königs nach Italien und wirkt in Bologna mit der Hofkapelle beim Treffen von König Franz mit dem musikliebenden Papst Leo X. (Amtszeit 1513–1521) mit, die hier über den Abschluss eines Konkordats verhandelten. Am 17. Dezember 1515 hat der Papst den französischen Hofkapellmeister Antoine de Longueval (fl. 1498–1525) und Mouton zu apostolischen Notaren ernannt, eine Geste, die sicher auf die besondere Wertschätzung beider durch Leo X. zurückgeht. Ein weiterer Herrscher, Herzog Alfonso I. d’Este aus Ferrara, bemüht sich ebenfalls lebhaft um Kompositionen Moutons, nachdem er ihm zuvor mehrfach begegnet ist; er drängt seine Agenten in Paris wiederholt, ihm Werke Moutons zuzusenden. Aus dieser Zeit ist auch eine persönliche Charakterisierung Moutons überliefert, die ein gewisser Jean Michel seinem Dienstherrn Sigismondo d’Este am 15. November 1515 aus dem französischen Hoflager schreibt: „Jean Mouton s’en a va Lorete et passera par Ferrara [...] vous le verres et luy feres bonne chère car il merite. Oultre qu’il est verteulx c’est le plus humil qu’on saroit trouver, et bon serviteur de Dieu. Tant comme je puis le vous recommande“ (sinngemäß etwa: „Jean Mouton hatte sich nach Loreto begeben und kommt in Ferrara vorbei. Sie werden ihn sehen und ihm viel Glück wünschen, denn er verdient es. Auch wenn er von derber Art ist, ist er doch der Demütigste, den man finden kann, und ein guter Diener Gottes. Wie ich ihn Ihnen doch nur empfehlen kann“).

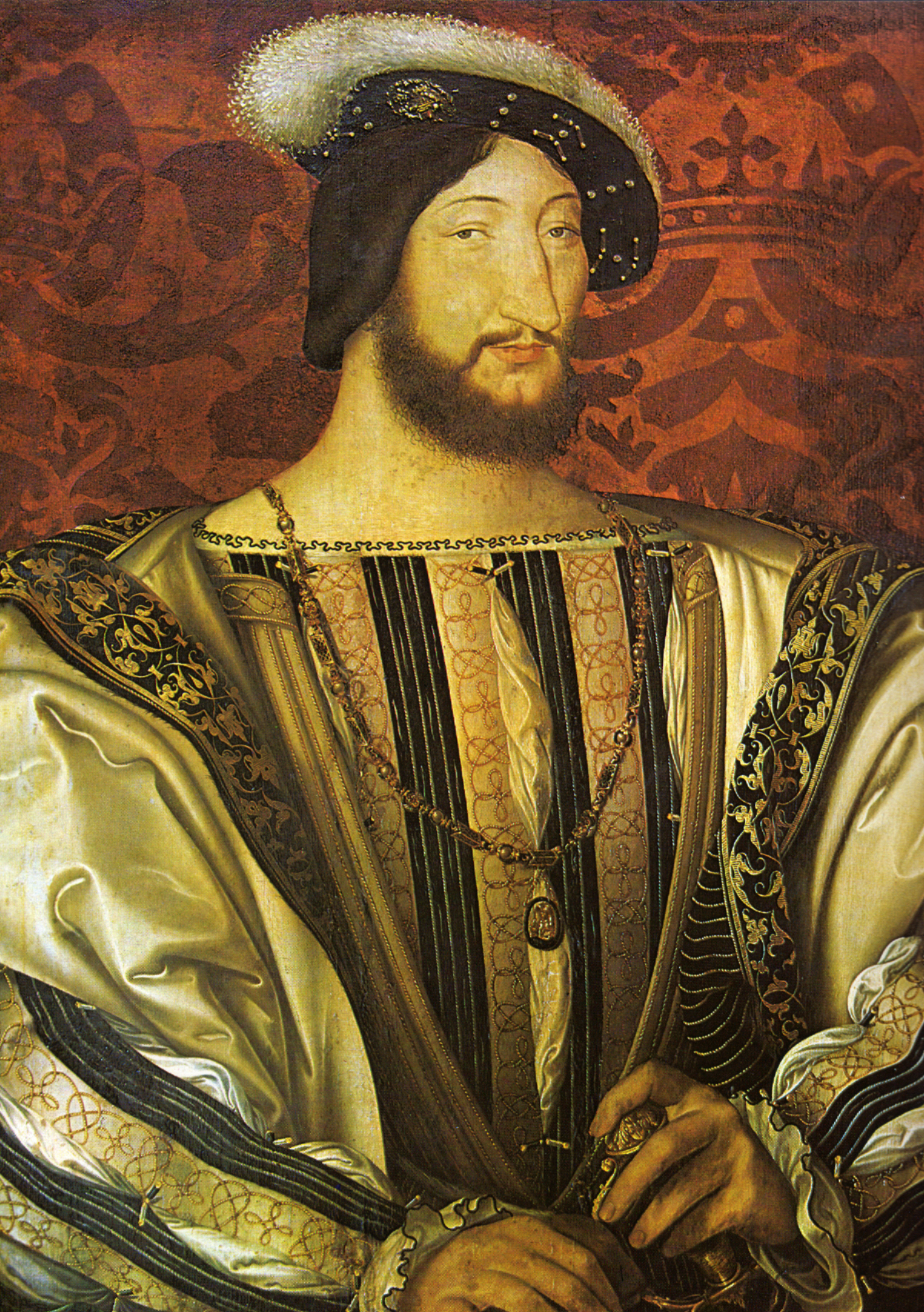
Franz I., Gemälde aus dem Jahr 1527

- Marbrianus de Orto, der seit 1510 premier chapelain der Hofkapelle der Regentin Margarete von Österreich in Brüssel ist, wechselt sich in diesem Amt bis 1517 mit Anthoine de Berghes ab. Dieser Wechsel hängt mit Residenzpflichten an anderen Kirchen zusammen, nachdem er ab 1510 als Kanoniker an der Kathedrale Notre-Dame in Antwerpen (Liebfrauenkirche) und ab 1513 in der gleichen Funktion an Saint-Gudule in Brüssel tätig ist.
- Francisco de Peñalosa ist Mitglied der königlichen spanischen Kapelle. Seit 1511 ist er auch als Musiklehrer für den Thronerben Ferdinand I. tätig; seinen Dienst als Sänger in der spanischen königlichen Kapelle versieht er bis zum Tode des Königs im Jahre 1516.
- Matteo Rampollini ist von 1515 bis 1520 als Sänger an der Kirche Basilica di San Lorenzo in Florenz in Diensten der Familie Medici tätig.
- Jean Richafort, der wahrscheinlich seit August 1509 Mitglied der Kapelle der französischen Königin Anne de Bretagne war, gehört nach dem Tod von Ludwig XII. als Sänger zur Kapelle seines Nachfolgers Franz I. (Amtszeit 1515–1547).
- Pierre de la Rue ist – wie Nicolas Champion und Marbrianus de Orto – in der Hofkapelle der Regentin Margarete von Österreich in Brüssel tätig. Der Komponist bleibt bis 1516 am Hof der Statthalterin in Mecheln, deren Lieblingskomponist er wird, und zu deren Ehren er zahlreiche Gelegenheitskompositionen schreibt. Als der zuvor minderjährige Herzog der Burgundischen Niederlande Karl (späterer Kaiser Karls V.) im Jahr 1515 für volljährig erklärt wird, geht die Hofkapelle auf ihn über; belegt ist eine Reise mit der Kapelle in die Niederlande. Die letzte (vermutlich nachträgliche) Gehaltszahlung an Pierre de la Rue erfolgte am 21. Januar 1516; er ist aber möglicherweise schon im Sommer 1515 aus dem Hofdienst ausgeschieden.
- Ludwig Senfl, der Chorknabe in der Hofkapelle König Maximilians I. war, dürfte nach der endgültigen Beurlaubung und Rückzug von Heinrich Isaac nach Florenz (1515), spätestens aber nach dessen Tod (1517) auch als Komponist für die musikalische Ausgestaltung der liturgischen Zeremonien und anderer Feierlichkeiten beschäftigt gewesen sein. Obwohl er niemals zum offiziellen Nachfolger Isaacs ernannt wird, bemüht er sich mehrmals (vergeblich) seine von Maximilian I. zugesicherten Geldansprüche geltend zu machen.
- Claudin de Sermisy wirkt als Geistlicher in der Diözese Noyon und als Sänger in der Hofkapelle von König Ludwig XII. von Frankreich (Regierungszeit 1498–1515). Nach dem Tod des Königs am 1. Januar geht die Kapelle auf König Franz I. über. Claudin de Sermisy verbleibt – wie Antonius Divitis und Jean Mouton – in seiner Stellung in der Hofkapelle. Er begleitet mit ziemlicher Sicherheit seinen Dienstherrn im Sommer 1515 nach Italien und singt bei dem Treffen von König Franz mit Papst Leo X. vom 11. bis 15. Dezember 1515 in Bologna mit der königlichen Kapelle in der Messe.
- Gaspar van Weerbeke ist seit dem Jahr 1500 und mindestens bis Ende 1515 als Sänger der päpstlichen Kapelle in Rom tätig. Papst Leo X. gewährt ihm am 1. November 1515 die Anwartschaft auf frei werdende Benefizien in den Diözesen Cambrai und Tournai, die ihm jährlich 200 Golddukaten einbringen.
- Adrian Willaert („Adriano cantore“) wird vom Mailänder Kardinal Ippolito I. d’Este, einem Bruder von Alfonso I. d’Este (Herzog von Ferrara), am 8. Juli 1515 als Kapellmeister in seinen Dienst berufen.

## Vokalmusik

### Geistlich
- Jean Mouton
  - Missarum, Liber 1: Noten und Audiodateien im International Music Score Library Project (erschienen bei Ottaviano dei Petrucci)
  - Missa Comme
  - Missa Alleluya zu vier Stimmen (nicht identifizierte Vorlage, Parodiemesse?)
  - Missa Alma redemptoris mater zu vier Stimmen (über den tonus solemnis der gleichnamigen Marien-Antiphon)
  - Missa Itez alia sine nomine
  - Missa Regina mearum zu vier Stimmen (in den meisten Quellen außer Petrucci „Missa d’Allemaigne“ oder ähnlich genannt)
  - Missa Dictes moy toutes voz penseés zu vier Stimmen (erschienen bei Ottaviano dei Petrucci 1515 und 1516)
  - Motette Exalta regina Galliae zu vier Stimmen (feiert den Sieg der Franzosen in der Schlacht von Marignano, 13./14. September 1515)
- Benedictus de Opitiis – Sub tuum praesidium: Noten und Audiodateien im International Music Score Library Project
- Ottaviano Petrucci (Hrsg.) – 5 Missae: Noten und Audiodateien im International Music Score Library Project
  - Antoine de Févin: Missa Sancta Trinitas
  - Antoine de Févin: Missa Mente tota
  - Antoine de Févin: Missa Ave Maria
  - Robert de Févin: Missa Le vilayn jaloyse
  - Pierre de la Rue: Missa Sub tuum præsidium
- Unbekannter Komponist – Dulcissimi virgo Maria: Noten und Audiodateien im International Music Score Library Project

### Weltlich
- Clément Janequin – Chanson La guerre

## Musiktheoretische Schriften
- Bernhard Bogentantz: Collectanea utriusque cantus (Gaffurius-Rezeption)
- Ottomar Luscinius – Musicae institutiones: Noten und Audiodateien im International Music Score Library Project

## Geboren

### Geburtsdatum gesichert
- 12. März: Caspar Othmayr, deutscher Priester, Theologe und Komponist († 1553)

### Genaues Geburtsdatum unbekannt
- Cipriano de Rore, flämischer Komponist der Renaissance († 1565)

### Geboren um 1515
- Josquin Baston, franko-flämischer Komponist († um 1576)
- Caspar Faber, deutscher evangelisch-lutherischer Prediger und Autor geistlicher Lieder († 1575)
- Wolff Heckel, deutscher Lautenist und Komponist († um 1562)
- Giovanni Domenico da Nola, italienischer Komponist und Dichter († 1592)
- Tomás de Santa María, spanischer Komponist, Musiktheoretiker, Organist und Dominikaner († 1570)
- John Sheppard, englischer Komponist und Organist († 1558)
- Wolfgang Wolff, deutscher Lautenmacher († 1570)

## Gestorben

### Gestorben um 1515
- Matthaeus Pipelare, franko-flämischer Komponist und Chormeister (* um 1450)

### Gestorben nach 1515
- Wolfgang Grefinger, österreichischer Komponist und Organist (* zwischen 1470 und 1480)